# 金曲擂台
《金曲擂台》（英語：Solid Goldies Challenge）為香港無綫電視製作的音樂節目，該節目於2010年10月10日至2010年12月12日止，逢星期日22:00-23:00於翡翠台及高清翡翠台播出，並於myTV直播。第4、5集，節目時間加長至一個半小時，於22:00-23:30播出。
每集會由「名曲之星隊」、「翡翠明星隊」及「超級巨聲隊」作賽。每隊各有一位隊長及兩至三位隊員。「名曲之星隊」與「翡翠明星隊」分別由一班樂壇前輩及藝員組成，「超級巨聲隊」則由兩代「巨聲幫」組成的。
三隊會以隊際形式作賽，每集有一個主題，三隊以自選歌曲及扮嘢歌兩個回合作賽，由現場觀眾作評判。中段設有表演性質的現場點唱環節——「你想點就點」。7集內累積最高分數的兩隊，將在最後一集加長至兩小時的節目內進行決賽，爭奪終極冠軍。最終由「翡翠明星隊」勝出，獲得$36,000現金及價值超過20萬獎品，「名曲之星隊」及「超級巨聲隊」分別排名亞軍及季軍，各獲得價值超過$43,000獎品。

## 每集主題及嘉賓
| 集數 | 播映日期 | 主題           | 嘉賓       | 嘉賓                           | 嘉賓       | 嘉賓                                   | 嘉賓       | 嘉賓                                   |
| 集數 | 播映日期 | 主題           | 名曲之星隊 | 名曲之星隊                     | 超級巨聲隊 | 超級巨聲隊                             | 翡翠明星隊 | 翡翠明星隊                             |
| 集數 | 播映日期 | 主題           | 隊長       | 隊員                           | 隊長       | 隊員                                   | 隊長       | 隊員                                   |
| 1    | 10月10日 | 梅艷芳         | 李龍基     | 柳影虹、方麗盈、魏秋樺         | 林欣彤     | 許廷鏗、何雁詩、朱子媚                 | 關菊英     | 敖嘉年、胡蓓蔚、何傲兒                 |
| 2    | 10月17日 | 羅文           | 李龍基     | 蘇珊、曾航生                   | 劉威煌     | 何晶晶、李浩森                         | 關菊英     | 朱咪咪、冼灝英                         |
| 3    | 10月24日 | 許冠傑         | 李龍基     | 張武孝、李樂詩                 | 劉威煌     | 林師傑、海俊文                         | 關菊英     | 蕭正楠、羅敏莊                         |
| 4    | 10月31日 | 鄭少秋 汪明荃  | 李龍基     | 蘇珊、曾航生、陳浩德           | 劉威煌     | 何雁詩、鄧小巧、謝東閔                 | 關菊英     | 朱咪咪、郭政鴻、江欣燕                 |
| 5    | 11月7日  | 張國榮         | 李龍基     | 蘇珊、魯振順、胡渭康           | 劉威煌     | 陳鴻碩、鄧小巧、吳業坤                 | 關菊英     | 胡諾言、劉彩玉、袁偉豪                 |
| 6    | 11月14日 | 鄧麗君         | 李龍基     | 蘇珊、方伊琪                   | 林欣彤     | 何晶晶、周志文、周志康                 | 關菊英     | 胡蓓蔚、祝文君                         |
| 7    | 11月21日 | 徐小鳳         | 魯振順     | 蘇珊、方麗盈                   | 林欣彤     | 林志程、駱胤鳴                         | 關菊英     | 羅敏莊、王俊棠                         |
| 8    | 12月12日 | 無綫電視劇金曲 | 李龍基     | 魯振順、胡渭康、李樂詩、方伊琪 | 劉威煌     | 許廷鏗、何雁詩、何晶晶、周志文、周志康 | 關菊英     | 羅敏莊、蕭正楠、王浩信、胡定欣、王俊棠 |

## 每集歌曲
| 開場 - _－《飛躍舞台》 - _－《夢伴》 - _－《壞女孩》 - _－《愛將》 | 「你想點就點」 - 「翡翠明星隊」關菊英 －《心債》 - 「名曲之星隊」李龍基 －《抱緊眼前人》 - 「名曲之星隊」柳影虹 －《似是故人來》 |

| 第一回合 - 「超級巨聲隊」許廷鏗、何雁詩 －《將冰山劈開》 - 「翡翠明星隊」敖嘉年、胡蓓蔚 －《緣份》 - 「名曲之星隊」魏秋樺 －《赤的疑惑》 | 第二回合 - 「超級巨聲隊」朱子媚、何雁詩 －《妖女》 - 「名曲之星隊」方麗盈 －《風的季節》 - 「翡翠明星隊」何傲兒 －《烈燄紅唇》 |

| 開場 - _－《獅子山下》 - _－《鐵血丹心》 - _－《世間始終你好》 - _－《問誰領風騷》 | 「你想點就點」 - 「翡翠明星隊」關菊英 －《強人》 - 「名曲之星隊」李龍基 －《舊侶難忘》 - 「翡翠明星隊」朱咪咪 －《卡門》 |

| 第一回合 - 「超級巨聲隊」何晶晶 －《留給這世上我最愛的人》 - 「翡翠明星隊」冼灝英 －《幾許風雨》 - 「名曲之星隊」蘇 珊 －《親情》 | 第二回合 - 「名曲之星隊」曾航生 －《小李飛刀》 - 「超級巨聲隊」李浩森 －《激光中》 - 「翡翠明星隊」朱咪咪 －《心裡有個謎》 |

| 開場 - _－《半斤八両》 - _－《佛跳牆》 - _－《賣身契》 - _－《天才與白痴》 - _－《加價熱潮》 | 「你想點就點」 - 「名曲之星隊」李龍基 －《雙星情歌》 - 「超級巨聲隊」劉威煌 －《世事如棋》 - 「翡翠明星隊」關菊英 －《浪子心聲》 |

| 第一回合 - 「名曲之星隊」李樂詩 －《印象》 - 「超級巨聲隊」海俊文 －《鐵塔凌雲》 - 「翡翠明星隊」羅敏莊 －《難忘你》 | 第二回合 - 「名曲之星隊」張武孝 －《咪當我老襯》 - 「超級巨聲隊」林師傑、海俊文 －《有酒今朝醉》 - 「翡翠明星隊」羅敏莊、蕭正楠 －《最佳拍檔》 |

| 開場 - _－《迎春花》 - _－《迷人Pink Lady》 - _－《飲勝》 - _－《凍咖啡》 | 「你想點就點」 - 「翡翠明星隊」關菊英 －《萬水千山總是情》 - 「名曲之星隊」李龍基 －《誓要入刀山》 - 「超級巨聲隊」劉威煌 －《天涯孤客》 |

| 第一回合 - 「翡翠明星隊」江欣燕 －《勇敢的中國人》 - 「翡翠明星隊」朱咪咪、郭政鴻 －《愛在心內暖》 - 「超級巨聲隊」謝東閔 －《輪流轉》 - 「超級巨聲隊」何雁詩、鄧小巧 －《自由女神》 - 「名曲之星隊」陳浩德 －《楚留香》 - 「名曲之星隊」蘇珊、曾航生 －《圓月彎刀》 | 第二回合 - 「超級巨聲隊」謝東閔 －《陸小鳯》 - 「超級巨聲隊」何雁詩 －《熱咖啡》 - 「名曲之星隊」曾航生 －《笑看風雲》 - 「名曲之星隊」蘇珊 －《楊門女將》 - 「翡翠明星隊」郭政鴻 －《火燒圓明園》 - 「翡翠明星隊」朱咪咪 －《傾城之戀》 |

| 開場 - _－《當年情》 - _－《H2O》 - _－《Monica》 - _－《Stand up》 | 「你想點就點」 - 「名曲之星隊」李龍基 －《風繼續吹》 - 「名曲之星隊」胡渭康 －《為你鍾情》 - 「翡翠明星隊」關菊英 －《有誰共鳴》 - 劉威煌、蘇珊 －《誰令你心痴》 - 魯振順、劉彩玉 －《只怕不再遇上》 - 袁偉豪、鄧小巧 －《芳華絕代》 |

| 第一回合 - 「名曲之星隊」魯振順 －《少女心事》 - 「超級巨聲隊」陳鴻碩 －《第一次》 - 「翡翠明星隊」胡諾言 －《追》 | 第二回合 - 「名曲之星隊」李龍基 －《儂本多情》 - 「名曲之星隊」蘇珊 －《拒絕再玩》 - 「超級巨聲隊」劉威煌 －《左右手》 - 「翡翠明星隊」袁偉豪 －《暴風一族》 - 「超級巨聲隊」吳業坤 －《戀愛交叉》 - 「名曲之星隊」胡渭康 －《愛火》 |

| 開場 - _－《小城故事》 - _－《漫步人生路》 - _－《甜蜜蜜》 | 「你想點就點」 - 「翡翠明星隊」關菊英 －《千言萬語》 - 「名曲之星隊」李龍基 －《東山飄雨西山晴》 - 「超級巨聲隊」林欣彤 －《忘記他》 |

| 第一回合 - 「名曲之星隊」蘇珊 －《我只在乎你》 - 「超級巨聲隊」周志文、周志康 －《不了情》 - 「翡翠明星隊」祝文君 －《何日君再來》 | 第二回合 - 「翡翠明星隊」胡蓓蔚 －《但願人長久》 - 「超級巨聲隊」何晶晶 －《路邊的野花不要採》 - 「名曲之星隊」方伊琪 －《月亮代表我的心》 |

| 開場 - _－《喜氣洋洋》 - _－《人生滿希望》 - _－《風雨同路》 - _－《漫漫前路》 | 「你想點就點」 - 「名曲之星隊」魯振順 －《包青天》 - 「超級巨聲隊」林欣彤 －《流下眼淚前》 - 「翡翠明星隊」關菊英 －《隨想曲》 |

| 第一回合 - 「翡翠明星隊」王俊棠 －《大亨》 - 「超級巨聲隊」林志程 －《真愛又如何》 - 「名曲之星隊」蘇珊 －《無奈》 | 第二回合 - 「超級巨聲隊」駱胤鳴 －《順流逆流》 - 「翡翠明星隊」羅敏莊 －《婚紗背後》 - 「名曲之星隊」方麗盈 －《神鳳》 |

| 開場 - _－《上海灘》（葉麗儀，《上海灘》主題曲） - _－《真的漢子》（林子祥，《當代男兒》主題曲） - _－《伴我啟航》（小虎隊，《新紥師兄》主題曲） - _－《愛定你一個》（甄 妮，《播音人》主題曲） | 第三回合 - 「名曲之星隊」胡渭康 －《一生何求》（陳百強，《義不容情》主題曲） - 「超級巨聲隊」許廷鏗 －《誰可改變》（譚詠麟，《天師執位》主題曲） - 「翡翠明星隊」羅敏莊 －《幸運是我》（葉德嫻，《鬼咁夠運》主題曲） |

| 第一回合 - 「名曲之星隊」魯振順 －《書劍恩仇錄》（鄭少秋，《書劍恩仇錄》主題曲） - 「翡翠明星隊」王浩信 －《決戰前夕》（鄭少秋，《陸小鳳之決戰前後》主題曲） - 「超級巨聲隊」周志文、周志康 －《絕代雙驕》（羅 文，《絕代雙驕》主題曲） | 第四回合 - 「名曲之星隊」李樂詩 －《無悔愛你一生》（李樂詩，《真情》主題曲） - 「超級巨聲隊」何雁詩 －《用愛將心偷》（汪明荃，《千王之王》主題曲） - 「翡翠明星隊」胡定欣 －《京華春夢》（汪明荃，《京華春夢》主題曲） |

| 第二回合 - 「超級巨聲隊」何晶晶 －《網中人》（張德蘭，《網中人》主題曲） - 「翡翠明星隊」王俊棠 －《家變》（羅 文，《家變》主題曲） - 「名曲之星隊」方伊琪 －《啼笑姻緣》（仙杜拉，《啼笑姻緣》主題曲） | 第五回合 - 「名曲之星隊」方伊琪、胡渭康 －《田園春夢》（關菊英、伍衛國，《巫山盟》插曲） - 「翡翠明星隊」羅敏莊、蕭正楠 －《衹有情永在》（鄺美雲、張學友，《賊公阿牛》主題曲） - 「超級巨聲隊」周志文、周志康、何雁詩、何晶晶 －《難兄難弟》（羅嘉良、吳鎮宇、張可頤、宣 萱，《難兄難弟》主題曲） |

| 「你想點就點」 - 「名曲之星隊」李龍基 －《佛山贊先生》（李龍基，《佛山贊先生》主題曲） - 「超級巨聲隊」劉威煌 －《誓不低頭》（鄭少秋，《誓不低頭》主題曲） - 「翡翠明星隊」關菊英 －《今晚夜》（陳潔靈，《星塵》插曲） |

## 各隊得分表

### 初賽總分
| 隊伍       | 第1集 | 第2集 | 第3集 | 第4集 | 第5集 | 第6集 | 第7集 | 總分 |
| ---------- | ----- | ----- | ----- | ----- | ----- | ----- | ----- | ---- |
| 名曲之星隊 | 422   | 176   | 199   | 175   | 505   | 296   | 393   | 2166 |
| 超級巨聲隊 | 330   | 454   | 270   | 245   | 211   | 291   | 365   | 2166 |
| 翡翠明星隊 | 279   | 330   | 426   | 473   | 146   | 300   | 433   | 2387 |

- 由於名曲之星隊及超級巨聲隊同為排名第二，最終3隊皆可躋身決賽。

#### 各回合得分
| 隊伍       | 第1集㈠ | 第1集㈡ | 第2集㈠ | 第2集㈡ | 第3集㈠ | 第3集㈡ | 第4集㈠ | 第4集㈡ | 第5集㈠ | 第5集㈡ | 第6集㈠ | 第6集㈡ | 第7集㈠ | 第7集㈡ |
| ---------- | ------- | ------- | ------- | ------- | ------- | ------- | ------- | ------- | ------- | ------- | ------- | ------- | ------- | ------- |
| 名曲之星隊 | 90      | 332     | 134     | 42      | 61      | 138     | 112     | 63      | 206     | 299     | 111     | 185     | 252     | 141     |
| 超級巨聲隊 | 209     | 121     | 225     | 229     | 119     | 151     | 131     | 114     | 100     | 111     | 101     | 190     | 200     | 165     |
| 翡翠明星隊 | 202     | 77      | 100     | 230     | 252     | 174     | 216     | 157     | 102     | 44      | 172     | 128     | 109     | 324     |

### 決賽得分
| 隊伍       | 回合㈠ | 回合㈡ | 回合㈢ | 回合㈣ | 回合㈤ | 總分 |
| ---------- | ------ | ------ | ------ | ------ | ------ | ---- |
| 名曲之星隊 | 213    | 314    | 90     | 460    | 92     | 1169 |
| 超級巨聲隊 | 127    | 120    | 101    | 168    | 386    | 902  |
| 翡翠明星隊 | 174    | 102    | 712    | 152    | 273    | 1413 |

| 皇牌（該回合分數雙倍計算） | 冠軍 |

## 收視
以下為本節目於香港無綫電視翡翠台、高清翡翠台之收視紀錄：
| 集數 | 播映日期       | 平均收視 | 最高收視 |
| 1    | 2010年10月10日 | 22點     |          |
| 2    | 2010年10月17日 | 21點     |          |
| 3    | 2010年10月24日 | 21點     |          |
| 4    | 2010年10月31日 | 19點     |          |
| 5    | 2010年11月7日  | 21點     |          |
| 6    | 2010年11月14日 | 18點     |          |
| 7    | 2010年11月21日 | 20點     |          |
| 8    | 2010年12月12日 | 21點     |          |

## 記事
- 2010年10月10日：於翡翠台及高清翡翠台首播。
- 2010年11月28日：由於播映《巾幗梟雄之義海豪情》大結局關係，本節目暫停播映一次。
- 2010年12月5日：由於播映《萬千星輝頒獎典禮2010》關係，本節目暫停播映一次。
- 2010年12月12日：21:00-23:00於翡翠台及高清翡翠台播映最後一集。

## 作品的變遷
| 無綫電視翡翠台、高清翡翠台 星期日22:00-23:00     | 無綫電視翡翠台、高清翡翠台 星期日22:00-23:00             | 無綫電視翡翠台、高清翡翠台 星期日22:00-23:00 |
| ------------------------------------------------ | -------------------------------------------------------- | -------------------------------------------- |
|                                                  | 金曲擂台 （2010.10.10 - 2010.11.21）                     |                                              |
| 公主嫁到（大結局） 公主嫁到大團圓 （2010.10.03） | 巾幗梟雄之義海豪情（大結局，21:30-23:30） （2010.11.28） |                                              |

| 無綫電視翡翠台、高清翡翠台 星期日21:00-23:00 | 無綫電視翡翠台、高清翡翠台 星期日21:00-23:00                                                                                    | 無綫電視翡翠台、高清翡翠台 星期日21:00-23:00 |
| -------------------------------------------- | --- | -------------------------------------------- |
|                                              | 金曲擂台 （2010.12.12） |                                              |
| 萬千星輝頒獎典禮2010 （2010.12.05）          | 荃加福祿壽宇宙最長演唱會：長做長有版（21:00-22:00） （2010.12.19） TVB全球華人新秀歌唱大賽2010（22:00-23:30） （2010.12.19 - ） |                                              |